# ハノ・バーリッチュ
ハノ・バーリッチュ（Hanno Balitsch, 1981年1月2日 - ）は、ドイツ・アルスバッハ＝ヘーンライン出身の元サッカー選手。現役時代のポジションはMF。

## 経歴

### クラブ
1999-2000シーズンにSVヴァルトホーフ・マンハイムに加入。翌年には1.FCケルンに移籍。ケルンでのパフォーマンスが評価され翌年には200万ユーロでバイヤー・レバークーゼンに移籍。レバークーゼンでは満足な出場機会を得ることが出来ず、2004-2005シーズンに1.FSVマインツ05に移籍。
2005-2006シーズンにはハノーファー96に移籍し、その後5年にわたって在籍した。
2010-2011シーズン、バーリッチュはレバークーゼンへ復帰することとなるも、またしてもレギュラーを奪うまでには至らず、2011-2012シーズン冬に1.FCニュルンベルクへ移籍した。
2014年8月18日、FSVフランクフルトに1年契約で加入することが発表された。

### 代表
2003年2月12日にはスペイン戦でドイツ代表デビューを果たしたが、これが唯一の代表出場試合となった。また、2004年のU-21欧州選手権にもキャプテンとして出場した。